# Falo

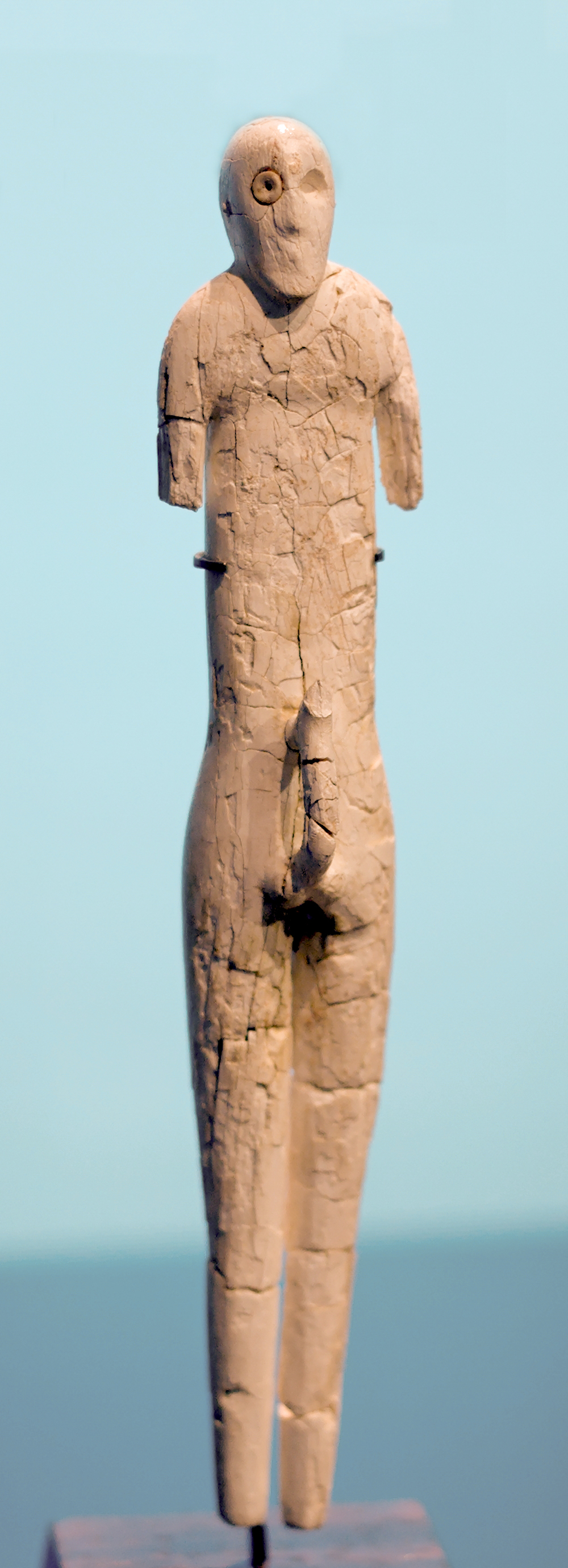
Figurilla egipcia de la cultura Naqada, Museo del Louvre.

El falo (del latín phallus y este del griego φαλλός) es otra denominación del pene y, a veces, de los órganos exteriores masculinos (el pene y los testículos) tomados como un todo. 
La palabra falo puede referirse al pene en erección o a un objeto con forma de pene, como un consolador o una figurilla con forma de genitales externos masculinos usada de modo votivo o para rendir culto a una divinidad. Las implicaciones subjetivas suscitadas por lo fálico son amplias e incluyen la fertilidad, poder generativo, erotismo y poder o acto apotropaico.
La representación del falo, en muchas culturas, es un símbolo de fertilidad y abundancia, ya que está asociado a la capacidad de procreación y de generar vida. En este caso, su presencia podría simbolizar la esperanza de buenas cosechas y la continuidad de la vida en la comunidad o la familia, como elementos que refuerzan la relación entre la energía vital de los seres humanos y el ciclo natural de la tierra.

## Referentes socioculturales
Esculturas antiguas y modernas de falos (phalloi) se han encontrado en muchos lugares del mundo, especialmente en la antigua Grecia, Roma y Japón.

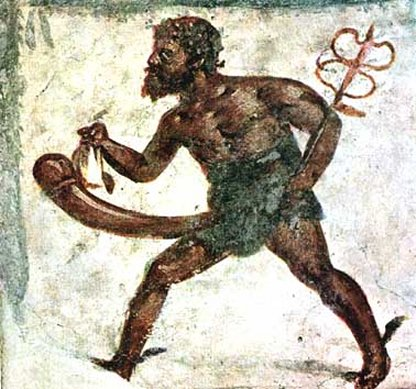
Mural de Mercurio en Pompeya.

### Antigua India
En el shaivismo tántrico, un marcador simbólico, el lingam, fue usado para el culto fálico del deva hindú Shivá. En el arte representativo, el linga o lingam es una representación de Shiva como falo o pilar cósmico, como, por ejemplo, el mukhalinga. Este pilar es el foco de veneración en el templo hindú, y frecuentemente se coloca dentro de un ioni, indicando el equilibrio entre las energías creativas masculina y femenina. Estas esculturas aluden no solo a la fertilidad, sino también a principios abstractos de creación. Este tantrismo no debe generalizarse a todas las formas de devoción hindú.

### Antiguo Egipto
En el Antiguo Egipto había una leyenda de Osiris relacionada con el falo: el cuerpo de Osiris fue cortado en pedazos por Seth que los esparció por todo Egipto. Su esposa Isis halló todos salvo su pene, que había sido tragado por el pez oxirrinco. A pesar de eso, logró concebir mágicamente a Horus.
El falo fue un símbolo de fertilidad, y el dios Min era representado de modo ictifálico (con el pene erecto).

### Antigua Grecia
En la mitología griega, Hermes, el dios mensajero, de fronteras y de intercambio, era considerado una divinidad fálica por asociación con representaciones suyas en hermas (pilares). No hay consenso entre los estudiosos sobre si Hermes puede ser considerado una especie de dios de la fertilidad.
A Pan, hijo de Hermes, se lo representaba con un falo erecto exagerado.
Príapo fue un dios de la fertilidad, cuyo símbolo era un falo de dimensiones exageradas. Este hijo de Afrodita y de Dioniso o Adonis (según las distintas formas del mito original) era el protector del ganado, plantas frutales, jardines y genitales masculinos. El término médico priapismo deriva, etimológicamente, del nombre del dios.

### Antigua Roma
Los antiguos romanos usaban amuletos fálicos (fascinus) contra el mal de ojo. Los romanos además identificaban su dios Mercurio con el Hermes griego, con lo cual se decantaron a Roma los referentes del dios griego. Un ejemplo de esta representación fálica de Mercurio es una estatua tintinábulo encontrada en Pompeya, que representa a un Mercurio polifálico:

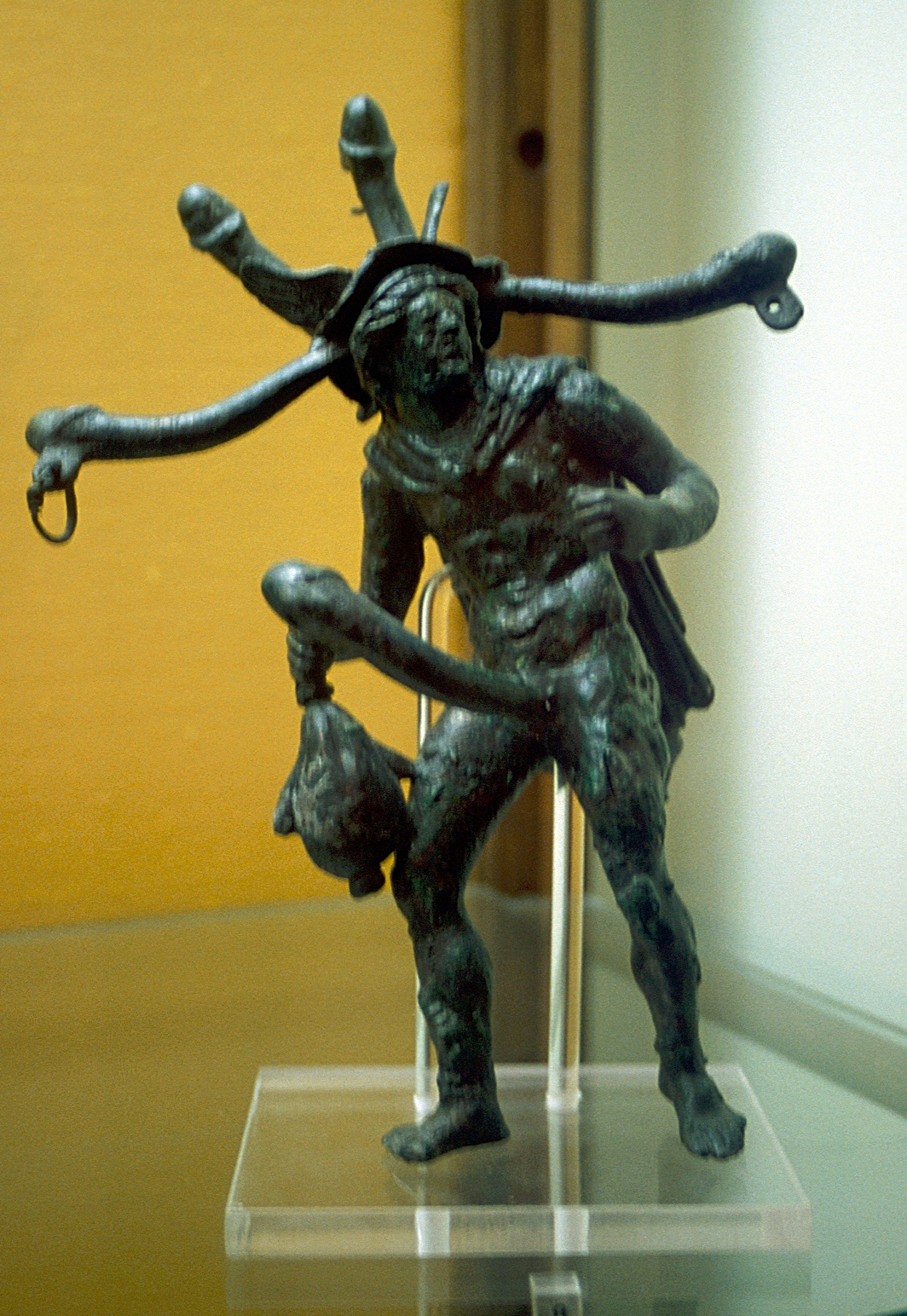
Mercurio Polifálico (Mercurius Polyphallicus) de Pompeya

### América precolombina
La representación bien definida de los genitales externos, tanto femeninos como masculinos, en las figuras escultóricas y pictóricas expresa la naturalidad con que los nativos precolombinos se relacionaban con su sexualidad genital.[cita requerida]
Por ejemplo, las figuras de Kokopelli representan una divinidad con características fálicas. Kokopelli, dios de la fertilidad frecuentemente representado tocando la flauta, es aún venerado por algunos pueblos originarios en el suroeste de los Estados Unidos.

### Antigua Escandinavia
El dios nórdico Frey fue una divinidad fálica, que representaba la fertilidad masculina y el amor. El relato corto Völsa þáttr describe una familia de noruegos que veneraban un pene preservado de caballo.

### Japón
Hounen Matsuri es un festival de la fertilidad celebrado en el templo shinto Tagata Jinja, en Komaki, que sólo hasta tiempos recientes fue una zona agrícola. Es famoso por la procesión de un falo de madera de dos metros y medio. El objeto de culto no es el falo, sino la fertilidad de la tierra. Otra festividad es el Danjiri Matsuri. Las celebraciones, cultos y motivos fálicos eran más comunes en períodos anteriores que ahora.

## Psicoanálisis y teoría de género
En el psicoanálisis ha tomado una referencia simbólica, contraponiéndola al sentido estrictamente anatómico. El discurso acerca del falo y falocentrismo en la teoría de género parte en gran medida de una crítica de los conceptos psicoanalíticos, para proponer una elaboración acerca de los discursos androcéntricos de poder.

### Psicoanálisis freudiano
Sigmund Freud no distinguió entre el falo como referente simbólico y el pene como realidad anatómica. Sin embargo, al hablar de "fase fálica", hacía referencia a la primacía de los genitales exteriores como zona erógena y al tema de fantasías en torno a la sexualidad.

### Psicoanálisis lacaniano
El falo ocupa un lugar primordial en la teoría psicoanalítica lacaniana en referencia al complejo de Edipo.
La distinción tajante que el término "falo" implica, se debe a que el interés del psicoanálisis no es el pene como realidad biológica, sino el papel que la representación de este órgano juega en la fantasía, y como significante  de la diferencia sexual y de "la falta". El falo es un significante particularmente importante, en tanto opera en cada uno de los tres registros: el simbólico, el imaginario y el real, donde constituye el anclaje de la cadena de significantes, al inaugurar el proceso mismo de significación.
En el discurso inconsciente, el varón está posicionado como tal en tanto son vistos como teniendo el falo, mientras que las mujeres, a la vez que no poseen el falo, son falo. Cabe en este punto recordar que estas propuestas lacanianas son una teorización acerca del discurso subjetivo, no un concepto de valoración sobre los sexos en tanto realidades objetivas.

### Teoría de género
Judith Butler, en su obra Gender Trouble, explora las elaboraciones de Freud y Lacan sobre el falo simbólico, señalando el nexo entre el falo y el pene. Escribe que la ley exige su propia noción de 'naturaleza'. Intenta ganar su legitimidad a través de una naturalización binaria y asimétrica de los cuerpos en la que el falo, aunque no claramente idéntico al pene, despliega el pene como su instrumento y signo naturalizados". En Bodies that Matter, profundiza su exploración, notando que, si Freud enumera una serie de análogos y substituciones que afirman la calidad de transferible que posee el falo desde la representación del pene a otros, entonces cualquier cosa puede entrar a representarlo.
En términos culturales, el  término falocentrismo se utiliza para describir una doctrina o conducta androcéntrica en torno al pene. A veces se refiere al patriarcado en su vertiente discursiva.